# Ho !
Pour les articles homonymes, voir Ho.
Pour plus de détails, voir Fiche technique et Distribution.
Ho ! est un film franco-italien réalisé par Robert Enrico, sorti en 1968.

## Synopsis
François Holin, dit « Ho » (Jean-Paul Belmondo), est un ancien coureur automobile qui s'est retiré des courses après avoir été impliqué dans l'accident qui a tué un autre pilote, son ami, et fait depuis le chauffeur pour des malfrats, Canter et les frères Schwartz. Ceux-ci n'ont pas beaucoup de respect pour lui et le considèrent comme un minus. Il fréquente une jeune top-modèle, Bénédicte (Joanna Shimkus), à qui il fait croire qu'il parcourt le monde pour faire des courses automobiles. Canter, le cerveau de la bande, se tue accidentellement avec son arme alors qu'il planifie l'attaque d'un fourgon. Ho propose aux frères Schwartz de faire le coup quand même mais ceux-ci ne veulent rien entendre. François s'obstine et, en prévision du coup, vole une voiture mais se fait arrêter. La police le soupçonne d'être le chauffeur du gang Schwartz mais n'a aucune preuve tangible contre lui. Il est toutefois mis en détention préventive pour vol de voiture. Grâce à un stratagème ingénieux, en se faisant passer pour un codétenu clochard, il parvient à s'évader de la prison de la Santé.
Ho retrouve Bénédicte. Il tente de lui faire croire qu'il revient d'Amérique du Sud mais celle-ci a appris par la presse sa véritable identité. Elle lui montre le journal qui annonce en une son évasion et le présente comme un « Arsène Lupin + Al Capone » et comme le cerveau de différentes affaires criminelles. Blessée par ses mensonges, elle le quitte.
François Holin kidnappe alors Gabriel Briand (Paul Crauchet), l'un des journalistes qui a particulièrement spéculé sur lui. Il veut le convaincre de réécrire son histoire, pour corriger l'image que la presse a donnée de lui. Il fait de même avec un autre journaliste.
Après avoir revu ses anciens complices, il rompt avec eux. Mais il n'a pas renoncé au braquage qu'avait planifié Canter. Il recrute sa propre équipe parmi de jeunes délinquants, et réussit le coup. Cependant, il fait tout pour cultiver sa célébrité de gangster habile, qui ne tue pas : d'un côté, il va rencontrer une nouvelle fois le journaliste Briand, de l'autre il va retrouver Bénédicte, qui vit dans les mondanités. Il ne tarde pas à tomber dans un piège tendu par la police, dont il n'arrive à s'échapper, blessé, que grâce à Bénédicte. Mais ses retrouvailles avec la jeune femme, tout comme sa cavale, seront de très courte durée. En effet, les frères Schwartz, eux aussi en cavale, se retrouvent sur leur route. Et tout finira mal.

## Fiche technique
- Titre : Ho !
- Réalisation : Robert Enrico, assisté de Bernard Queysanne
- Scénario : Robert Enrico, Lucienne Hamon, Pierre Pelegri et José Giovanni d'après son roman
- Producteur : Paul Laffargue
- Société de production: Cocinor (France), Filmsonor (France), Les Films Marceau (France) et Mega Films (Italie)
- Musique : François de Roubaix
- Son : René-Christian Forget
- Photographie : Jean Boffety
- Montage : Jacqueline Meppiel, assistée de Michel Lewin
- Décors : Jacques Saulnier
- Pays d'origine :  France /  Italie
- Format : Couleur - Son : Mono Format: 1,33:1 35 mm
- Genre : Aventure
- Durée : 95 minutes
- Date de sortie : 1968 (France)

## Distribution
- Jean-Paul Belmondo : François Holin, dit « Ho »
- Joanna Shimkus : Bénédicte
- Raymond Bussières : Robert
- Paul Crauchet : Gabriel Briand
- Stéphane Fey : Schwartz junior
- Alain Mottet : commissaire Paul
- Tony Taffin : l'aîné des Schwartz
- André Weber : Robert Mérinville, un clochard dit « La Praline »
- Jean-Pierre Bertrand
- Ermanno Casanova : un détenu
- Jackie Sardou : Mado
- Alain Delon : Le piéton que Holin manque de renverser à l'aéroport (non crédité)
- Stan Dylik : un détenu
- Corinne Gorse
- Bob Ingarao : Schneider
- Jacques Lalande : un employé de banque
- Pierre Leproux : Roger
- Katty Line : Bébé
- Vincent Lo Monaco
- Guy Mazière
- Carlo Nell : un coureur automobile
- Jean-Paul Tribout : Falsten
- Sydney Chaplin : François Canter
- Maurice Auzel : un convoyeur
- Jean-Pierre Castaldi : un ami de Bénédicte
- Henry Czarniak : un gardien de prison
- François Dyrek : le typographe
- Marius Gaidon : l'automobiliste volé
- Jacques Jeannet : l'employé au greffe
- Sylvain Lévignac : le chauffeur
- Jean Luisi : un gardien de prison
- Patrick Préjean : l'employé du journal
- Tony Rödel : un gardien de prison
- Hervé Sand : un gardien de prison
- Gilbert Servien : un gardien de prison
- Jean-Louis Tristan : le domestique de Bénédicte
- Dominique Zardi : le médecin de la prison
- Léon Zitrone : lui-même
- Michel Berreur
- Robert Castel : le vendeur de cravates
- Didier Kaminka : Un ami photographe de Bénédicte (non crédité)

## Lieux de tournage
- 21 rue du Quatre-Septembre (deuxième arrondissement de Paris). Angle de la rue de Choiseul et de la rue du Quatre-Septembre : lieu du premier braquage (où les vieux font diversion devant la police) ;
- 76-78 boulevard Pasteur (quinzième arrondissement de Paris) : où Paul se tue accidentellement avec son arme ;
- 36 quai des Orfèvres (premier arrondissement de Paris) : lors de la reconstitution avec l'ambulance Citroën DS ;
- 69 boulevard Pasteur (quinzième arrondissement de Paris) : lieu du braquage de la banque (convoyeurs équipés du filin métallique) ;
- 70 boulevard Auguste-Blanqui (treizième arrondissement de Paris) : lieu du vol de la Peugeot 404 ;
- Place Vendôme (premier arrondissement de Paris) : boutique d'achat de la cravate[1].

## Box-office
1 774 340 entrées